# USS Delaware (BB-28)

Схематичне зображення лінкора «Делавер»

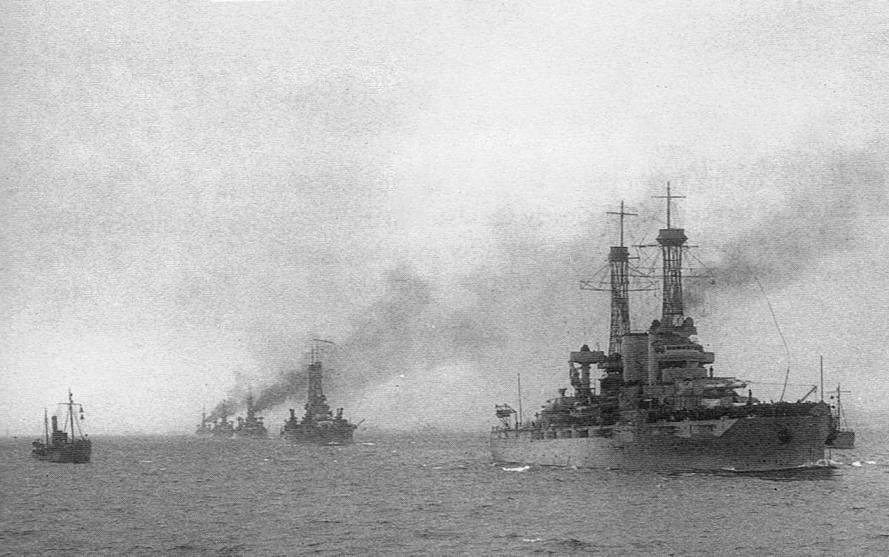
Американська 9-та дивізія лінкорів проходить поблизу шотландського міста Росайт на шляху до Скапа-Флоу. 1918

«Делавер» (BB-28) (англ. USS Delaware (BB-28) — американський лінійний корабель (дредноут), головний у своєму типі та шостий корабель військово-морських сил США, названий на честь штату Делавер.
«Делавер» був закладений 11 листопада 1907 року на верфі компанії Newport News Shipbuilding у Ньюпорт-Ньюс. 6 лютого 1909 року він був спущений на воду, а 4 квітня 1910 року увійшов до складу ВМС США.

## Історія служби
Невдовзі після введення до строю, у листопаді 1910 року «Делавер» здійснив візит до Європи, в ході якого він побував на британській базі Веймут. З 1912 по 1917 рік лінкор брав активну участь у різних тренуваннях, навчаннях та маневрах. У 1914 і 1916 роках при загостренні відносин з Мексикою разом з іншими лінкорами «Юта» та «Вайомінг» здійснив походи до мексиканського узбережжя для захисту громадян США.
6 квітня 1917 року США оголосили війну Німецькій імперії. «Делавер» брав участь у навчаннях з бойової підготовки у 1917 році, перш ніж перейти через Атлантику з 9-ю дивізією лінкорів. 25 листопада дивізія, до складу якої входили «Флорида», «Нью-Йорк», «Вайомінг» та «Делавер», вийшла від берегів США у європейські води для посилення Великого флоту Великої Британії в Північному морі. Після прибуття в Скапа-Флоу 9-ту дивізія лінкорів стала 6-ю бойовою ескадрою Великого флоту.
6—10 лютого 1918 року 6-та ескадра здійснила перший бойовий похід по супроводу конвою в Норвегію. 8 лютого на шляху до Ставангера «Делавер» був двічі атакований німецьким підводним човном і обидва рази безуспішно.
У березні та квітні 1918 року «Делавер» брав участь ще у супроводженні кількох конвоїв, під час яких бойових дій не вів.
Відповідно до Вашингтонського морського договору «Делавер» повинен був бути утилізований. У 1923 році лінкор виключили зі складу флоту, екіпаж перевели на новий «Колорадо». Після цього в 1924 році лінкор проданий на злам.